# 니옹구
니옹구(Nyon District)는 스위스 보주의 구이다. 구의 소재지는 니옹시이다.

## 지리
니옹의 면적은 2009년 기준으로 307.35k㎡이다. 이 면적 중 129.16k㎡ (42.0%)가 농업 목적으로 사용되는 반면 137.52k㎡ (44.7%)는 산림이다. 나머지 토지 중 39.26k㎡ (12.8%)가 정착지(건물 또는 도로)이고, 1.53k㎡ (0.5%)가 비생산적인 토지이다.

## 인구통계
2020년 12월 기준, 니옹의 인구는 103,305명이다.
2000년 기준, 인구 대부분인 47,010명(75.9%)이 프랑스어를 사용하며, 영어가 4,462명(7.2%)으로 두 번째로 많이 사용하고, 독일어가 4,361명(7.0%)으로 세 번째이다. 이탈리아어를 할 줄 아는 사람은 1,386명, 로만슈어를 할 줄 아는 사람은 33명이다.
지역 인구 중 11,411명(18.4%)가 니옹에서 태어나 2000년에 그곳에 살았다. 같은 주에서 태어난 11,760명명(19.0%)가 있었고, 16,519명(26.7%)가 스위스 다른 곳에서 태어났고, 19,711명(31.8%)는 스위스 이외의 지역에서 태어났다.
2008년에는 스위스 시민이 642명, 비스위스계 시민이 358명이었고, 같은 기간에 스위스 시민이 357명, 비스위스계 시민이 54명 사망했다. 이민과 이주를 무시하면, 스위스 시민의 인구는 285명이 증가한 반면 외국인 인구는 304명이 증가했다. 스위스에서 이주한 스위스 남자는 59명, 스위스 여자는 61명이었다. 동시에 다른 나라에서 스위스로 이주한 916명의 비스위스계 남성과 863명의 비스위스계 여성이 있었다. 2008년 전체 스위스 인구 변화(시 경계를 넘는 이동을 포함한 모든 출처에서)는 452명이 증가했고, 비스위스계 인구는 1,891명이 증가했다. 이는 2.8%의 인구 증가율을 나타낸다.
2009년 현재 니옹의 연령 분포는 다음과 같다. 10,782명(인구의 12.6%)이 0~9세이고 11,348명(13.2%)이 10~19세이다. 성인 인구 중 8,922명(인구의 10.4%(20~29세))이 있다. 12,835명(14.9%)은 30~39세, 15,361명(17.9%)은 40~49세, 10,841명(12.6%)은 50~59세이다. 고령자 분포는 8,845명(60세 미만)이 10.3%이다. 그리고 69세는 4,366명(70~79세)이 5.1%, 80~89세가 2,160명(2.5%), 90세 이상(417명(0.5%))이 있다.
2000년 기준으로 미혼이거나 독신인 사람은 25,813명이다. 기혼자는 30,544명, 미망인은 2,171명, 이혼한 사람은 3,446명이다.
1인 가구는 7,384가구, 5인 이상 가구는 1,678가구였다. 총 25,296가구 중 1인 가구가 29.2%로 부모와 동거하는 성인이 85가구였다. 나머지 가구 중 자녀가 없는 기혼 부부는 6,471쌍, 자녀가 있는 기혼 부부는 8,806쌍으로 자녀가 있는 편부모는 1,606쌍이다. 367가구는 혈연관계가 없는 사람들로 구성되어 있었고 577가구는 일종의 기관이나 집단주택으로 구성되어 있었다.
역사적 인구는 다음 차트에 나와 있다.

## 정치
2007년 연방 선거에서 가장 인기 있는 정당은 22.27%의 득표율을 기록한 SVP였다. 다음으로 가장 인기 있는 3개 정당은 SP (17.53%), FDP (14.65%), 녹색당(14%)이었다. 이번 연방 총선에서 총 19,858표가 투표되었고, 투표율는 44.7%였다.

## 종교
2000년 인구 조사에서 로마 가톨릭 신자는 20,892명(33.7%)이었고, 스위스 개혁 교회는 20,233명(32.6%)이었다. 나머지 인구 중 정교회 교인는 585명(인구의 약 0.94%), 크리스찬 가톨릭 교회 교인는 73명(인구의 약 0.12%), 다른 기독교 교회에 속한 2,070명(3.34%)이 있었다. 유대인는 243명(인구의 약 0.39%)이었고, 이슬람교는 1,589명(2.56%), 불교가 175명, 힌두교 178명과 다른 종교에 속한 100명이 있었다. 11,875명(인구의 약 19.16%)이 교회에 속하지 않고, 불가지론자 또는 무신론자이며, 3,961명(인구의 약 6.39%)이 질문에 대답하지 않았다.

## 교육
니옹에서는 인구의 약 19,956명(32.2%)이 필수가 아닌 고등교육을 이수했으며, 14,052명(22.7%)이 추가 고등교육(대학교 또는 응용학문대학)을 마쳤다. 고등 교육을 이수한 14,052명 중 39.2%가 스위스 남성, 25.3%가 스위스 여성, 20.1%가 비스위스계 남성, 15.4%가 비스위스계 여성이었다.
2009/2010 학년도에 지역 및 학군 학교 시스템에 총 10,228명의 학생이 있었다. 보주 주립학교 시스템에서는 정치 구역에서 2년간의 의무가 아닌 유아원을 제공한다. 학년도 동안 학군은 총 1,249명의 어린이에게 유치원 보육을 제공했다. 563명(45.1%)의 아동이 보조금을 받는 유치원 보육을 받았다. 4년 동안 지속된 초등학교 프로그램에는 5,538명의 학생이 있었다. 의무 중학교 과정은 6년 동안 지속되며, 해당 학교의 학생은 4,501명이었다. 또한 홈스쿨링을 하거나 다른 비전통 학교에 다니는 189명의 학생이 있었다.

## 지자체
2006년 9월 1일 니옹의 구역이 재정의되어 19개에서 10개로 줄었다. 니옹의 47개 지방 자치체는 니옹의 옛 구에서 나온 32개 지자체, 알라망을 제외한 폐지된 롤구에서 나온 12개 지자체, 폐지된 오본구에서 3개 지자체(Longirod, Marchissy, 생조르주)를 포함한다.
| 명칭               | 인구 (2017년 12월 31일) | 면적 km2 | 면적 km2 | Pre-2006 district |
| ------------------ | ----------------------- | -------- | -------- | ----------------- |
| Arnex-sur-니옹     | 224                     | 2        | .04      | 니옹              |
| Arzier             | 2,656                   | 51       | .91      | 니옹              |
| Bassins            | 1,351                   | 20       | .79      | 니옹              |
| Begnins            | 1,910                   | 4        | .78      | 니옹              |
| Bogis-Bossey       | 910                     | 2        | .45      | 니옹              |
| Borex              | 1,129                   | 1        | .98      | 니옹              |
| Bursinel           | 487                     | 1        | .77      | 롤                |
| Bursins            | 738                     | 3        | .37      | 롤                |
| Burtigny           | 359                     | 5        | .68      | 롤                |
| Chavannes-de-Bogis | 1,306                   | 2        | .85      | 니옹              |
| Chavannes-des-Bois | 962                     | 2        | .14      | 니옹              |
| Chéserex           | 1,220                   | 10       | .56      | 니옹              |
| Coinsins           | 483                     | 2        | .91      | 니옹              |
| Commugny           | 2,848                   | 6        | .51      | 니옹              |
| 코페               | 3,152                   | 1        | .87      | 니옹              |
| Crans-près-Céligny | 2,182                   | 4        | .32      | 니옹              |
| Crassier           | 1,153                   | 2        | .03      | 니옹              |
| Duillier           | 1,080                   | 4        | .11      | 니옹              |
| Dully              | 639                     | 1        | .66      | 롤                |
| Essertines-sur-롤  | 691                     | 6        | .95      | 롤                |
| Eysins             | 1,601                   | 2        | .38      | 니옹              |
| Founex             | 3,796                   | 4        | .79      | 니옹              |
| Genolier           | 1,937                   | 4        | .87      | 니옹              |
| Gilly              | 1,309                   | 7        | .76      | 롤                |
| Gingins            | 1,210                   | 12       | .58      | 니옹              |
| Givrins            | 989                     | 3        | .97      | 니옹              |
| Gland              | 13,078                  | 8        | .32      | 니옹              |
| Grens              | 381                     | 2        | .56      | 니옹              |
| La Rippe           | 1,167                   | 16       | .61      | 니옹              |
| 르보               | 1,274                   | 3        | .11      | 니옹              |
| Longirod           | 469                     | 9        | .44      | 오본              |
| Luins              | 605                     | 2        | .67      | 롤                |
| Marchissy          | 454                     | 11       | .98      | 오본              |
| Mies               | 2,050                   | 3        | .45      | 니옹              |
| Mont-sur-롤        | 2,708                   | 3        | .85      | 롤                |
| 니옹               | 20,533                  | 6        | .79      | 니옹              |
| Perroy             | 1,508                   | 2        | .90      | 롤                |
| Prangins           | 4,072                   | 6        | .03      | 니옹              |
| 롤                 | 6,218                   | 2        | .74      | 롤                |
| Saint-Cergue       | 2,547                   | 24       | .28      | 니옹              |
| 생조르주           | 1,028                   | 12       | .32      | 오본              |
| Signy-Avenex       | 566                     | 1        | .93      | 니옹              |
| Tannay             | 1,595                   | 1        | .82      | 니옹              |
| Tartegnin          | 235                     | 1        | .09      | 롤                |
| Trélex             | 1,402                   | 5        | .78      | 니옹              |
| Vich               | 1,022                   | 1        | .56      | 니옹              |
| Vinzel             | 370                     | 1        | .09      | 롤                |
| 전체               | 99,604                  | 253      | .7       |                   |